# Ухора (деревня)
Ухо́ра — деревня в Большеврудском сельском поселении Волосовского района Ленинградской области.

## История
На карте Ингерманландии А. И. Бергенгейма, составленной по шведским материалам 1676 года, упоминается деревня Ochora.
На шведской «Генеральной карте провинции Ингерманландии» 1704 года обозначены мыза Ochora hof и деревня Ochora bÿ.
Деревня и мыза под названием Охна обозначены на «Географическом чертеже Ижорской земли» Адриана Шонбека 1705 года.
На карте Ингерманландии А. Ростовцева 1727 года упоминается мыза Ухора.
На карте Санкт-Петербургской губернии Я. Ф. Шмидта 1770 года обозначена деревня Ухора и мыза Ухорская.
Согласно карте Санкт-Петербургской губернии Ф. Ф. Шуберта 1834 года деревня называлась Ухора и состояла из 85 крестьянских дворов.

УХОРА — деревня принадлежит полковнику барону Притвицу, число жителей по ревизии: 168 м. п., 185 ж. п. (1838 год)

На карте профессора С. С. Куторги 1852 года обозначена деревня Ухора, также состоящая из 85 дворов.

УСОРА  — деревня барона Притвица, 10 вёрст по почтовой, а остальные по просёлочной дороге, число дворов — 50, число душ — 124 м. п. (1856 год)

УХОРА — деревня владельческая при реке Ухоре, по левую сторону 2-й Самерской дороги, от Ямбурга в 45 верстах, число дворов — 55, число жителей: 171 м. п., 199 ж. п. (1862 год)

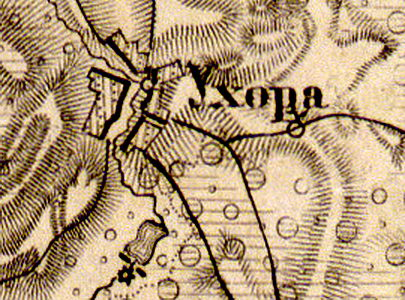
Деревня Ухора на карте 1863 года

Согласно карте из «Исторического атласа Санкт-Петербургской Губернии» 1863 года к югу от деревни на реке Ухоре располагалась водяная мельница.
В 1883—1884 годах временнообязанные крестьяне деревни выкупили свои земельные наделы у А. И. Притвица и стали собственниками земли.
Согласно материалам по статистике народного хозяйства Ямбургского уезда 1887 года мызы Ухора, Ухта и Карловка общей площадью 2615 десятин принадлежали барону А. И. Притвицу, мызы были приобретены до 1868 года, кроме того пустошь Ухорского обреза площадью 300 десятин принадлежала ревельскому уроженцу А. Е. Эгерсу и местному крестьянину Е. К. Кондратьеву, она была приобретена в 1885 году за 4503 рубля.
Согласно материалам по статистике народного хозяйства Царскосельского уезда 1888 года 2-я часть Ухорской дачи площадью 100 десятин принадлежала надворному советнику И. А. Каденацкому, она была приобретена в 1886 году за 396 рублей.
В 1900 году, согласно «Памятной книжке Санкт-Петербургской губернии», лесная дача Ухорского обреза площадью 201 десятина принадлежала крестьянину Ефиму Кондратьеву и гражданину Адольфу Ивановичу Эгерсу.
В конце XIX — начале XX века деревня административно относилась к Врудской волости 1-го стана Ямбургского уезда Санкт-Петербургской губернии. Население деревни было смешанным — русско-эстонским.
По данным «Памятной книжки Санкт-Петербургской губернии» за 1905 год пустошью Ухорской площадью 254 десятины владел купец 2-й гильдии Фома Алексеевич Алексеев.
С 1917 по 1924 год деревня Ухора входила в состав Ухорского сельсовета Врудской волости Кингисеппского уезда.
С 1924 года в составе Летошицкого сельсовета.
С 1926 года вновь в составе Ухорского сельсовета. Согласно данным переписи населения СССР 1926 года в деревне Ухора проживали 264 человека, большинство русские, а также эстонцы.
С августа 1927 года в составе Молосковицкого района.
С 1928 года вновь в составе Летошицкого сельсовета. В 1928 году население деревни Ухора составляло 265 человек.

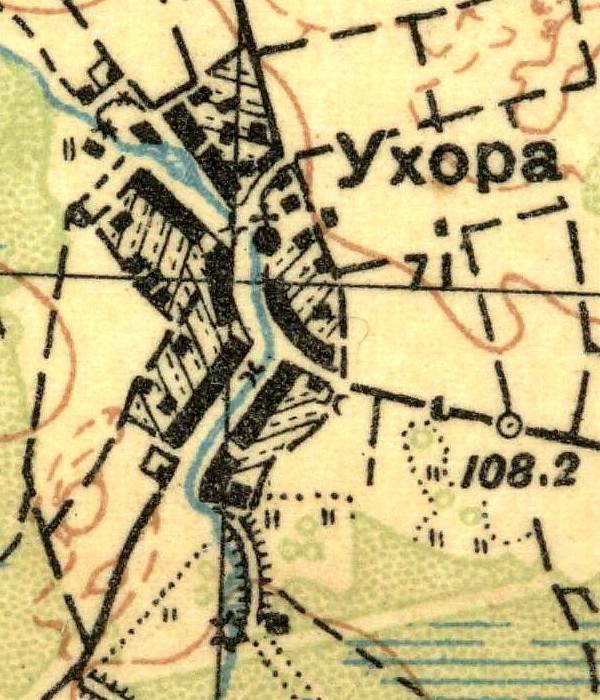
План деревни Ухора. 1930 год

Согласно топографической карте 1930 года деревня насчитывала 71 двор, в центре деревни находилась часовня, к югу от деревни — водяная мельница.
С 1931 года в составе Волосовского района.
По данным 1933 года деревня Ухора входила в состав Летошицкого сельсовета Волосовского района.
C 1 августа 1941 года по 31 декабря 1943 года деревня находилась в оккупации.
С 1963 года в составе Врудского сельсовета Кингисеппского района.
С 1965 года вновь в составе Волосовского района. В 1965 году население деревни Ухора составлял 1 человек.
По данным 1966 года деревня Ухора находилась в составе Врудского сельсовета.
По данным 1973, 1990 и 1997 годов деревня Ухора в составе Волосовского района не значилась.
Постановлением правительства Российской Федерации от 21 декабря 1999 года № 1408 «О присвоении наименований географическим объектам и переименовании географических объектов в Ленинградской, Московской, Пермской и Тамбовской областях» деревне вновь было присвоено наименование Ухора.
В 2002 и 2007 годах в деревне Ухора Большеврудского СП проживал 1 человек.

## География
Деревня расположена в центральной части района к югу от автодороги 41К-046 (Большая Вруда — Сырковицы).
Расстояние до административного центра поселения — 7 км.
Расстояние до ближайшей железнодорожной станции Вруда — 6 км.
Деревня находится на левом берегу реки Ухора.

## Демография
| 2002 | 2007 | 2010 | 2017 |
| ---- | ---- | ---- | ---- |
| 1    | →1   | →1   | ↗9   |

### Национальный состав
Согласно данным Всероссийской переписи населения 2021 года в деревне проживали 9 человек, все русские.

## Достопримечательности
- Курганно-жальничный могильник XIII—XIV веков на левом берегу реки Ухора[32]